# 빅토르 페도토프
빅토르 안드레예비치 페도토프(러시아어: Виктор Андреевич Федотов, 1933년 7월 8일 ~ 2001년 12월 3일)는 러시아의 지휘자이다.
상트페테르부르크 음악원을 졸업했다. 러시아 발레음악 지휘을 주로 지휘했고, 러시아 멜로디아 키로프 극장 지휘자를 맡았다. 상트페테르부르크 음악원에서 튜바와 지휘를 배우고 재학 때부터 음악원의 오케스트라를 지휘했으며 졸업 후 키로프 극장 오케스트라의 지휘자가 되었다. 이후 키로프 극장의 지휘자로서 계속 활약하였다. 고전에서 현대에 이르는 발레를 레퍼토리로 한 발레음악의 베테랑이다.